# بيريل غيلروي
بيريل غيلروي (بالإنجليزية: Beryl Gilroy)‏ (30 أغسطس 1924 في غيانا - 4 أبريل 2001 في المملكة المتحدة)؛ كاتِبة، مُدرسة وشاعرة بريطانية. درست في جامعة لندن.